# 土居靖典
土居 靖典（どい やすのり、1955年 - ）は、日本の元アマチュア野球選手（内野手）。

## 経歴・人物
高松第一高校では、2年生の時に1972年の夏の選手権では、三塁手として、出場したが、準々決勝で岡村隆則らがいた柳井高校に敗退した。翌年の1973年の夏の甲子園県予選では、準決勝で植上健治、宮武学らがいた高松商業高校に敗れ、甲子園への出場を果たすことができなかった。同年のドラフト会議で阪急ブレーブスから4位指名を受けたが、入団を拒否。
卒業後は慶應義塾大学に進学。東京六大学野球リーグでは、遊撃手、二塁手として、出場し、1976年の秋季リーグの東京大学との2回戦で当リーグで21本目の満塁本塁打を放つ。。1977年のドラフト会議で日本ハムファイターズから5位指名を受けたが、入団を拒否。
大学卒業後は日本鋼管に入社。